# Liste der Monuments historiques in Le Mas
Die Liste der Monuments historiques in Le Mas führt die Monuments historiques in der französischen Gemeinde Le Mas auf.

## Liste der Bauwerke
| Bezeichnung       | Beschreibung              | Standort | Kennzeichnung | Schutzstatus | Datum | Bild           |
| ----------------- | ------------------------- | -------- | ------------- | ------------ | ----- | -------------- |
| Kirche Notre-Dame | Erbaut im 12. Jahrhundert | (Lage)   | PA00080759    | Inscrit      | 1937  | weitere Bilder |

## Liste der Objekte
| Bezeichnung                        | Beschreibung                                                            | Standort | Kennzeichnung | Schutzstatus | Datum | Bild |
| ---------------------------------- | ----------------------------------------------------------------------- | -------- | ------------- | ------------ | ----- | ---- |
| Reliquienbüste des heiligen Arnoux | Silber, 16. Jahrhundert; in der Kirche Notre-Dame                       | (Lage)   | PM06000392    | Classé       | 1910  |      |
| Armreliquie des heiligen Arnoux    | Silber und Kupfer, vergoldet, 16. Jahrhundert; in der Kirche Notre-Dame | (Lage)   | PM06000393    | Classé       | 1910  |      |